# Campeonato de Francia de Rugby 15 1899-1900
El Campeonato de Francia de Rugby 15 1899-1900 fue la 9.ª edición del Campeonato francés de rugby, la principal competencia del rugby galo.
El campeón del torneo fue el equipo de Racing Club quienes obtuvieron su segundo campeonato.

## Desarrollo

### Fase Preliminar 1
| 1899 | Le Havre AC | Avanza Le Havre | Chartres |  |  |

| 1899 | FC Lyon | 5 - 4 | Olympique de Marseille |  |  |

### Fase Preliminar 2
| 1899 | Racing Club | 31 - 11 | Le Havre AC |  |  |

| 1899 | FC Lyon | 11 - 0 | Grenoble |  |  |

### Semifinal
| 1899 | Racing Club | 6 - 0 | FC Lyon |  |  |

| 1899 | Stade Bordelais | 6 - 0 | SOET |  |  |

### Final
| 22 de abril de 1900 | Racing Club | 37 - 3 | Stade Bordelais | Levallois-Perret, |  |

| Bandera de Francia  |
| Campeón Racing Club |
| Segundo título      |